# Lissophiothrix delicata
Lissophiothrix delicata is een slangster uit de familie Ophiotrichidae.
De wetenschappelijke naam van de soort werd in 1938 gepubliceerd door Hubert Lyman Clark.